# Anne Morton
Anne Morton (20 maggio 1937) è un'ex nuotatrice britannica.
Specializzata nella farfalla, ha partecipato ai Giochi di Melbourne 1956, gareggiando nei 100m farfalla.